# Baïdou (rivière)
Pour les articles homonymes, voir Baidou.
La Baïdou est un cours d’eau affluent en rive gauche de la rivière Ouaka. Elle parcourt la préfecture de la Ouaka au centre de la République centrafricaine.

## Géographie
La Baïdou prend sa source à l’ouest d’Ira-Banda et au nord du village de Baleko dans la commune de Yéngou vers 630 m d'altitude. 
Elle se dirige dans une première partie vers le sud, puis s'oriente vers l’ouest et le nord-ouest. Elle reçoit alors en rive gauche la Kouchou grossie de la Boudiourou puis la Youngou. À partir du pont de la route d’Ippy dans la commune de Baïdou-Ngoumbourou, elle prend la direction du sud-ouest reçoit en rive droite la Ngoum-Bourou puis rejoint la Ouaka au nord de Bambari à 420 m d’altitude.

## Affluents
- La Kouchou
  - La Boudiourou
- La Youngou
  - La Folo
  - La Broutchou
- La Ngoum-Bourou